# Elbasan-Han

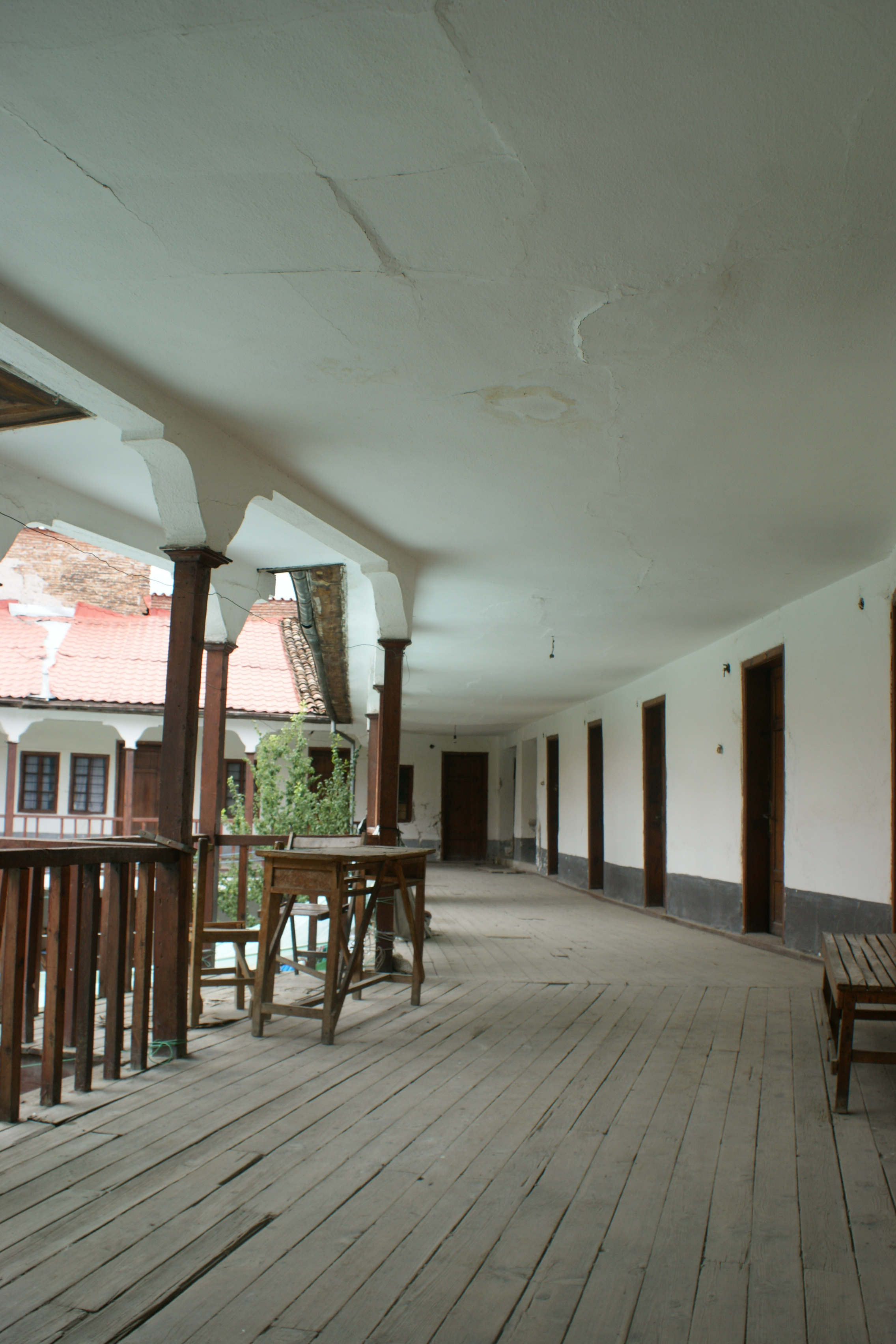
Galerie

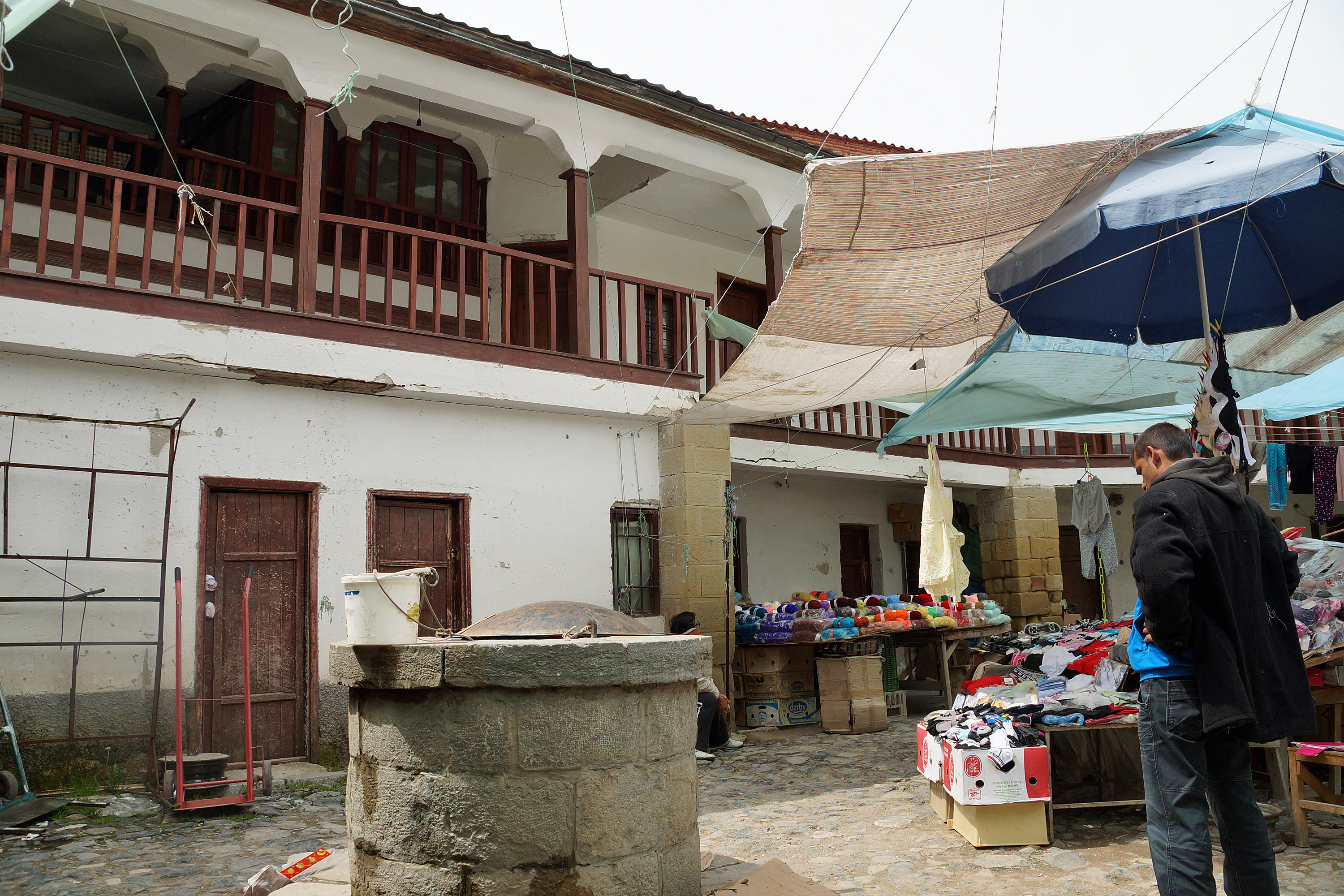
Im Innenhof, als dort vormittags Markttreiben herrschte

Der Elbasan-Han (albanisch Han i Elbasanit) ist ein historisches Gasthaus aus dem frühen 18. Jahrhundert im Alten Basar der Stadt Korça im Südosten Albaniens. Den Namen führt er nach der mittelalbanischen Stadt Elbasan. Mit Han (von persisch خان Chan, türkisch han ‚Haus‘) wird eine Karawanserei bezeichnet. Heute ist darin wieder ein Hotel untergebracht.
Der Han wurde zur Zeit des osmanischen Reiches im entsprechenden Stil errichtet. Er diente durchreisenden Händlern, Verkäufern und Kaufleuten vor allem aus der Region Elbasan als Unterkunft.
Das Gebäude umgibt einen fünfeckigen, gepflasterten Innenhof mit Brunnen. Dieser diente als Standplatz für Pferde und als Markt und ist durch ein schmales Tor vom Bazar aus zugänglich. Das Erdgeschoss diente als Lagerraum und Stall. Darüber befindet sich eine hölzerne, dekorierte Galerie, die sich zum Hof öffnet. Von hier aus sind die Schlafkammern, die sich nach außen richten, zugänglich.
Von den einst 18 überlieferten Karawansereien in Korça sind nur noch der Elbasan-Han, der Han i Monastirit und der Han i Gjelit erhalten.
Um das Jahr 2000 wurde der Elbasan-Han restauriert und vorübergehend mit vier sehr einfachen Zimmern auch als Hotel genutzt. Der Innenhof wurde vormittags von Verkäufern genutzt, um ihre Marktstände aufzubauen. Um das Jahr 2018 wurde das Gebäude zum Boutique-Hotel umgebaut.